# Johan De Muynck
Johan De Muynck (30 de maio de 1948, Sleidinge, Flandres Oriental) foi um ciclista profissional belga. Atuou profissionalmente entre 1971 e 1983.
Foi o vencedor do Giro d'Italia em 1978 .